# 科里特尼齊亞 (洛卡奇區)
50°37′35″N 24°47′50″E / 50.62639°N 24.79722°E
科里特尼齊亞（烏克蘭語：Коритниця），是烏克蘭的村落，位於該國西部沃倫州，由沃洛德米爾區負責管轄，處於斯維納爾卡河畔，始建於1570年，面積2.59平方公里，海拔高度216米，2001年人口737。